# All Good Things (Come to an End)
All Good Things (Come to an End) ist ein Lied der portugiesisch-kanadischen Popsängerin Nelly Furtado aus dem Jahr 2006. Der Popsong wurde von Furtado, Timbaland, Nate „Danja“ Hills und Chris Martin geschrieben und von Timbaland, Danja und Martin koproduziert. Das Stück erschien als dritte Single-Auskopplung aus Furtados drittem Studio-Album Loose und war ihr erster Nummer-eins-Hit in Deutschland.

## Entstehung und Veröffentlichung
Das Lied wurde von der Interpretin selbst, zusammen mit den Koautoren Nate Hills (Danja), Chris Martin und Timothy Mosley (Timbaland), getextet beziehungsweise komponiert. Danja und Timbaland zeichneten darüber hinaus auch für die Produktion verantwortlich.
Aufgenommen wurde der Song in The Hit Factory Criteria in Miami; abgemischt wurde er in den Thomas Crown Studios in Virginia Beach.
Die Erstveröffentlichung von All Good Things (Come to an End) erfolgte als Teil von Nelly Furtados dritten Studioalbum Loose am 7. Juni 2006 bei Geffen Records. Am 27. November 2006 erschien das Lied als dritte Singleauskopplung aus dem Album.
Für das Video wurde All Good Things (Come to an End) leicht verändert und gekürzt, wodurch es radiotauglicher wurde. Außerdem wurde der Titel für deutsche Radiosender mit Rea Garvey von Reamonn aufgenommen, der jedoch nur im Refrain im Hintergrund zu hören ist. Für den italienischen Markt wurde eine Version mit der Gruppe Zero Assoluto aufgenommen, die die zweite Strophe auf Italienisch singt. Daneben existieren einige weitere Fassungen des Titels, die sich sowohl durch verlängerte In- und Outroteile als auch Wiederholungen des Refrains in ihrer Länge unterscheiden.

## Inhalt
Im Refrain des Liedes beklagt Furtado die Endlichkeit aller guten Dinge: „Flammen [werden] zu Staub, Liebende zu Freunden, warum endet alles Gute?“

## Kommerzieller Erfolg

### Chartplatzierungen
All Good Things (Come to an End) schaffte es in Deutschland in der ersten Woche auf Platz zwei sowie schließlich in der vierten Chartwoche an die Chartspitze, wo es sechs Wochen verblieb. In der Schweiz stand der Titel elf Wochen lang auf Platz eins, wurde dann von Furtados Nachfolger Say It Right von der Chartspitze verdrängt.
| ChartsChartplatzierungen       | Höchstplatzierung | Wochen |
| ------------------------------ | ----------------- | ------ |
| Deutschland (GfK)              | 1 (33 Wo.)        | 33     |
| Kanada (MC)                    | 3 (22 Wo.)        | 22     |
| Österreich (Ö3)                | 1 (32 Wo.)        | 32     |
| Schweiz (IFPI)                 | 1 (62 Wo.)        | 62     |
| Vereinigte Staaten (Billboard) | 86 (4 Wo.)        | 4      |
| Vereinigtes Königreich (OCC)   | 4 (23 Wo.)        | 23     |

| ChartsJahrescharts (2007) | Platzierung |
| ------------------------- | ----------- |
| Deutschland (GfK)         | 2           |
| Österreich (Ö3)           | 5           |
| Schweiz (IFPI)            | 4           |

### Auszeichnungen für Musikverkäufe
| Land/Region                  | Auszeichnungen für Musikverkäufe (Land/Region, Auszeichnung, Verkäufe) | Verkäufe  |
| ---------------------------- | ---------------------------------------------------------------------- | --------- |
| Belgien (BRMA)               | Gold                                                                   | 25.000    |
| Brasilien (PMB)              | Gold                                                                   | 30.000    |
| Dänemark (IFPI)              | Platin                                                                 | 15.000    |
| Deutschland (BVMI)           | 2× Platin                                                              | 600.000   |
| Italien (FIMI)               | —                                                                      | 51.600    |
| Kanada (MC)                  | Platin                                                                 | 80.000    |
| Norwegen (IFPI)              | Gold                                                                   | 5.000     |
| Schweden (IFPI)              | Gold                                                                   | 20.000    |
| Schweiz (IFPI)               | Platin                                                                 | 30.000    |
| Spanien (Promusicae)         | Platin                                                                 | 20.000    |
| Vereinigte Staaten (RIAA)    | Gold                                                                   | 500.000   |
| Vereinigtes Königreich (BPI) | Silber                                                                 | 200.000   |
| Insgesamt                    | 1× Silber · 5× Gold · 6× Platin ·                                      | 1.576.400 |

Hauptartikel: Nelly Furtado/Auszeichnungen für Musikverkäufe